# نماز جمعه در ایران

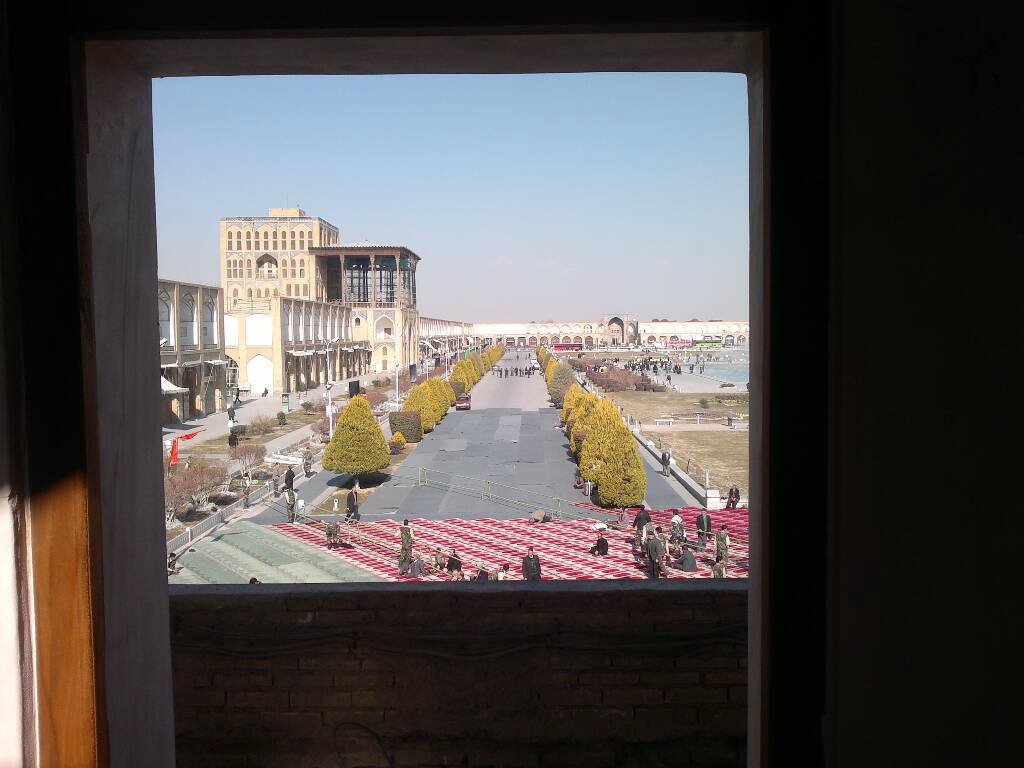
نماز جمعه‌ای در میدان نقش جهان، اصفهان؛ ۱۹ خرداد ۱۳۹۱

نماز جمعه در ایران (همچنین با عنوان: نماز آدینه) نزد دو مذهب سنی و شیعه اهمیت دارد. خطبه‌های نماز جمعهٔ شیعیان ایران در تهران، قم و مشهد و اهل سنت در زاهدان، سنندج و ارومیه برجستگی ویژه دارد و در بیشتر مراکز شهرستان‌‌ها و بخش‌های ایران، ستادی برای برگزاری آن برپاست که معمولاً مکان آن، همان مسجد جامع شهر است. این مسجدهای جامع در ایران، با نام «مسجد جمعه» نیز شناخته می‌شوند. ممکن است در  نمازهای جمعهٔ شیعیان ایران، پیش از خطبه‌های امام، سخنرانی فراخوانده شود که معمولاً از مقام‌داران سیاسی‌اند. 

بنا به دیدگاه حسن یوسفی اشکوری، فقه شیعه در زمان غیبت کبری (نبود امام معصوم) نماز جمعه را تعطیل کرد،  «و فقهایی هم آن را حرام دانستند، حالا جمهوری اسلامی آن را به صورت دولتی در دولت تبدیل کرده است.»

## پیشینه
این نماز که جمع هفتگی مسلمانان یک شهر به‌شمار می‌رود، در تاریخ اسلامی ایران اهمیت داشته است. گه‌گاه محل سخنرانی بالاترین مقام کشور می‌شده و سخنگاه برنامه‌ها و سیاست‌های دولت بوده. محمد خوارزمشاه در ۲۴ آوریل ۱۲۲۰ م در خطبهٔ نماز جمعه در نیشابور بیان داشت که «کارِ این مغولان بلایی آسمانی است، هرکس چارهٔ خویش کند و برود یا تسلیم شود.»

از دورهٔ شاه اسماعیل اول صفوی، اقامه نماز جمعه به‌تدریج در جامعهٔ شیعی‌مذهب ایران همچو یک سخنگاه رسمی گسترش یافت. روحانیان به‌ویژه محقق کرکی از تلاشگران در این حوزه نام برده شده‌اند که او نخستین نماز جمعهٔ رسمی و پذیرفته شده نزد اغلب فقها، در مسجد جامع عتیق اصفهان برپا کرد.

### از ۱۳۵۷ تا کنون
پس از انقلاب ۱۳۵۷ ایران، برگزاری نمازهای جمعه شکوفا شد و ستادها و نهادهایی موظّف به «باشکوه» کردن آن شدند. اهمیت این مراسم در سخنان هر دو رهبر جمهوری اسلامی ایران، بیان شده است. روز ۵ مرداد ۱۳۵۸/ ۲۷ ژوئیه ۱۹۷۹ روزی می‌دانند که نخستین «نماز جمعهٔ رسمی تهران پس از برپایی جمهوری اسلامی» برگزار شد که امام آن محمود طالقانی و مکان آن دانشگاه تهران بود.

## نمازهای جمعه در ایران
نمازهای جمعهٔ شیعه در ایران، تقریباً از ساعت ۱۰:۳۰ ظهر جمعه آغاز می‌شود.

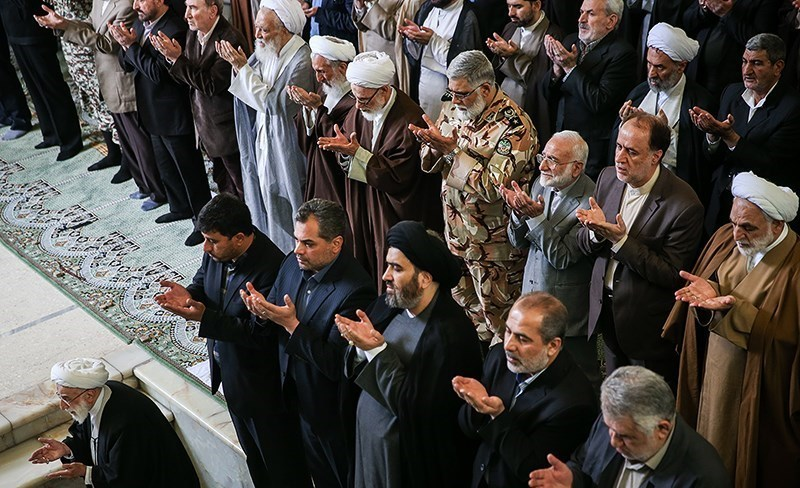
نماز جمعه ۲۸ فروردین ۱۳۹۵ تهران که احمد جنتی امام آن بود. در صف اول، مقام‌داران ایرانی دیده می‌شوند.

### تهران
تقریباً در ۳۷ جای استان تهران، نماز جمعه برگزار می‌شود: احمدآباد مستوفی، اسلام شهر، اندیشه، باغستان (تهران)، باقرشهر، کن (تهران)، بومهن، پاکدشت، پرند (تهران)، پیشوا، جوادآباد (ورامین)، چهاردانگه (اسلام‌شهر)، حسن‌آباد (تهران)، خاورشهر، خیرآباد (بهارستان)، دماوند، رباط کریم، رودهن، لواسان، آبسرد (تهران)، شهر ری، قدس، شهریار (تهران)، صباشهر، صفادشت، فشم، فیروزکوه، قرچک، شهر نو، قیام‌دشت، گلستان (بهارستان)، ملارد، نسیم‌شهر، نصیرشهر، واوان، وحیدیه، ورامین

### مشهد

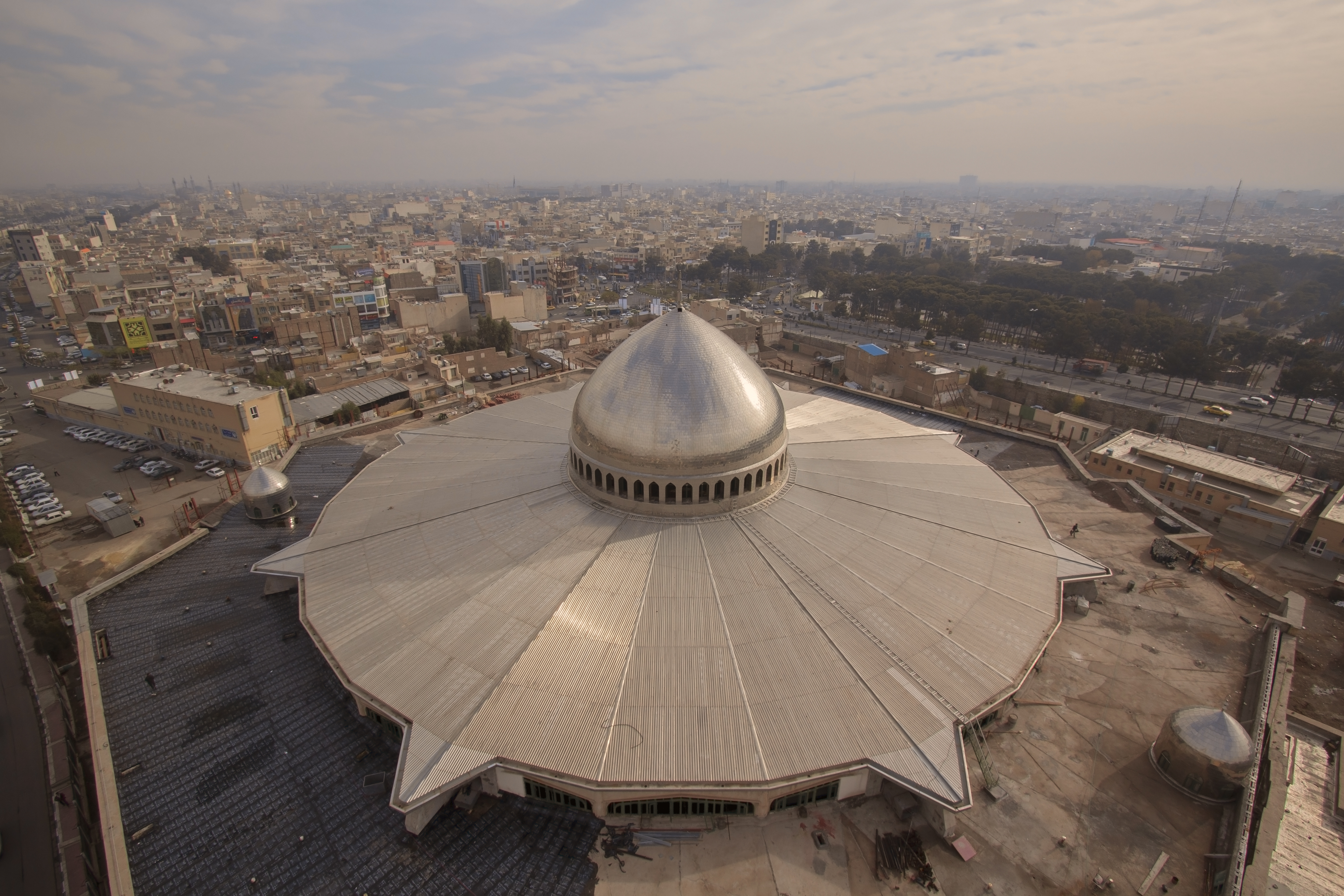
مصلی قدس محل برگزاری نماز جمعه در شهر قم